# Симфония № 4 (Каретников)
Симфония № 4 — произведение композитора Николая Каретникова, написанное в 1963 году с использованием приёмов серийной техники.
Как описывал позднее сам композитор, на него оказали влияние несколько обстоятельств. После постановки балета «Ванина Ванини» на исполнение музыки Каретникова вышел негласный запрет, продолжавшийся до наступления так называемой «Перестройки». Это, а также личная семейная драма повлияли на трагический характер музыки произведения.
Впервые симфония была исполнена в 1968 году во время Пражской весны в Праге. Следующее исполнение состоялось через 2 года в Стокгольме. Спустя 22 года режиссёр Вадим Зобин снял документальный фильм «Профессия — композитор. Николай Каретников», большей частью которого является репетиция и исполнение симфонии МГАСО под управлением Романа Матсова, однако автор назвал данное исполнение «изуродованным». В 1994 году сочинение было исполнено в Лондоне: симфоническим оркестром BBC дирижировал Александр Лазарев. Эта запись позже была выпущена на компакт-диске.